# Nguyễn Xuân Viễn
Nguyễn Xuân Viễn (sinh 1963) là đại biểu Quốc hội Việt Nam khóa X. Ông thuộc đoàn đại biểu Vĩnh Phúc.
Tên thường gọi: Nguyễn Xuân Viễn
Ngày sinh: 25/5/1963
Giới tính: Nam
Dân tộc: Kinh
Tôn giáo: Không
Quê quán: Xã Đạo Tú, huyện Tam Đảo, Vĩnh Phúc
Trình độ chuyên môn: Đại học Thanh vận
Nghề nghiệp, chức vụ: Huyện ủy viên, Bí thư huyện đoàn TNCS HCM huyện Tam Đảo, tỉnh Vĩnh Phúc
Nơi làm việc: Huyện đoàn TNCS HCM huyện Tam Đảo, tỉnh Vĩnh Phúc
Nơi ứng cử: Vĩnh Phúc
Đại biểu Quốc hội khoá: X
Đại biểu chuyên trách: Không
Đại biểu Hội đồng Nhân dân: Không